# Scribner
Scribner – miasto w Stanach Zjednoczonych, w stanie Nebraska, w hrabstwie Dodge.